# Qori Sisicha
Rómulo Huamaní Janampa (Chipao, 22 de julio de 1961), conocido por su nombre artístico Qori Sisicha, es un danzante de tijeras y profesor peruano. Es reconocido por su trayectoria en la promoción y preservación de la danza de las tijeras.

## Biografía
Nacido en el anexo de San Antonio, distrito de Chipao, provincia de Lucanas, Ayacucho, Huamaní proviene de una familia profundamente ligada a las tradiciones andinas. Su padre fue machoq de la Danza del Cóndor, mientras que su madre participaba en las huaylias. Su abuelo, Jacinto Janampa, fue un reconocido dansaq. Desde niño mostró interés por esta práctica, organizando con otros niños representaciones donde emulaban a danzantes y músicos. Mientras uno imitaba al arpista y otro al violinista, él usaba piedras alargadas para simular el sonido de las tijeras. Competían usando nombres de danzantes famosos de la época. Durante su infancia, alternó su vida entre Lima, en los arenales de Villa María donde cursó la educación primaria y secundaria, y Chipao, donde pasaba las vacaciones cuidando animales.
A los 12 años ya era considerado aprendiz. Su primer nombre artístico fue Condurcha, pero su padre lo rebautizó como Qori Sisi (“hormiga de oro”) por su estilo inspirado en este insecto y por los tonos dorados del traje tradicional. Posteriormente se le añadió el diminutivo -cha, por su baja estatura, y así nació su nombre definitivo: Qori Sisicha. Su tío, el danzante Qori Ccaito (Elogio Taype), ofreció el nombre a los apus, dentro del rito tradicional que acompaña esta danza.
Entre 1980 y 1998 fue campeón nacional de la danza de las tijeras, lo que consolidó su posición como uno de los danzaq más importantes del país. Además de su carrera escénica, ha promovido la enseñanza e investigación de la danza a través de talleres gratuitos que dirige personalmente.
Qori Sisicha ha llevado su arte a diversos escenarios nacionales e internacionales, incluyendo Europa, América del Norte, Asia y Sudamérica. Se ha presentado ante reconocidas personalidades internacionales, entre ellas el escritor Gabriel García Márquez, el artista Michael Jackson y estuvo presente en la Casa Blanca, para el cambio de gobierno de Bush. Ha sido pionero en presentar esta danza en importantes espacios limeños como la Concha Acústica del Campo de Marte, el Teatro Municipal y la Sala Alzedo. En 1984, fundó la Asociación de Danzantes de Tijeras y Músicos del Perú, y también estableció la primera Escuela de Danzantes de Tijeras del país.
En América del Norte, colaboró con la actriz Rose Cano en el proyecto Conexión Norte Sur y participó en intercambios culturales con comunidades étnicas en los Estados Unidos. También trabajó junto al violinista Andrés Lares León, conocido como "Chimango", con quien grabó la música que identifica al programa televisivo Costumbres. Ambos realizaron una gira artística en Francia, donde ofrecieron una presentación simbólica frente a la tumba del poeta César Vallejo.
Además es parte del grupo de promotores que impulsó el reconocimiento de la danza de las tijeras como Patrimonio Cultural de la Nación en 1995. También, realizó gestiones personales desde inicios de la década de 1990 ante el entonces secretario de Cultura de la UNESCO, Jean Roche, para que la danza obtuviera el reconocimiento como Patrimonio Cultural Inmaterial de la Humanidad, logrado en 2010 gracias a un trabajo articulado entre asociaciones de Ayacucho y Huancavelica, y el Ministerio de Cultura del Perú.
Qori Sisicha organizó el espectáculo Madre Tierra que se realizó el sábado 4 de septiembre de 2010 en el Teatro de la Universidad Nacional de Ingeniería, en Lima.
Entre las numerosas giras internacionales que ha realizado, Qori Sisicha fue parte de una delegación oficial que representó al Perú en la Gran Parada del Año Nuevo Chino celebrada el 2 de febrero de 2011 en Hong Kong, evento cultural de gran escala en Asia. La delegación estuvo compuesta por 24 danzantes de tijeras de Ayacucho y Huancavelica, seleccionados por la Asociación Yawar Chicchi.
En 2014, tras ser diagnosticado con diabetes, Huamaní Janampa anunció su retiro definitivo de los escenarios. Durante su última presentación en Cuba, los médicos le recomendaron dejar de realizar acrobacias y pruebas físicas propias de la danza, debido al riesgo de complicaciones graves que podrían comprometer su salud. Su despedida oficial se llevó a cabo el domingo 27 de abril de 2014, en una competencia con más de 50 danzantes en el local Yawar Plaza de Mamara, en el distrito limeño de Villa María del Triunfo. Estuvo acompañado por más de veinte músicos, entre arpistas y violinistas. Durante esta ceremonia simbólica, entregó sus tijeras a su sucesor, un niño de 13 años bautizado como Inticha de Soras (“Solcito de Soras”), quien asumiría la responsabilidad de continuar la tradición.
Asimismo, el 16 de noviembre de 2019 se instauró oficialmente el Día Nacional de la Danza de Tijeras, gracias a las gestiones de Rómulo Huamaní y otros cultores de esta expresión artística.

## Reconocimientos
A lo largo de su trayectoria, Qori Sisicha ha recibido diversos homenajes por su labor de difusión de la danza de las tijeras. En ocasión de sus 40 años de actividad artística, fue distinguido por el Congreso de la República del Perú, que le otorgó un diploma de honor en mérito a su contribución sostenida a esta expresión cultural. En la ceremonia también fueron distinguidos los músicos que lo han acompañado: Gerardo Caccaha Arango y Zenón Llamoca Inca. Asimismo, el alcalde de San Juan de Miraflores, Adolfo Ocampo, le confirió la Medalla de Honor, un diploma y una resolución municipal en reconocimiento a su trayectoria, destacando además que Huamaní es vecino de dicho distrito.
Entre otras distinciones, ha sido reconocido por universidades peruanas como la Universidad Nacional Mayor de San Marcos, la Pontificia Universidad Católica del Perú, la Universidad Nacional de San Cristóbal de Huamanga y la Universidad César Vallejo, así como por el entonces Instituto Nacional de Cultura.
Su figura ha sido representada en la miniserie peruana El gran reto, donde colaboró como asesor y realizó apariciones especiales. En reconocimiento a su valioso aporte a la cultura peruana, el Ministerio de Cultura le otorgó la distinción de Personalidad Meritoria de la Cultura en 2021.
Fue embajador de los Juegos Bolivarianos de 2024, realizados en la ciudad de Ayacucho.
En junio de 2025, el Congreso le otorgó una pensión de gracia en reconocimiento a la defensa del legado inmaterial del país.

## Discografía
- 1999: Música Ceremonial de los Andes. Los Danzantes de Tijeras. (Alemania).
- 2002: Qori Sisicha. Dansaq como el viento. (Perú).
- 2003: La Fuerza del los Apus y Wamanis. (Perú).